# Cantón de Andolsheim
El cantón de Andolsheim era una división administrativa francesa, que estaba situada en el departamento de Alto Rin, de la región de Alsacia.

## Composición
El cantón estaba formado por dieciocho comunas:
- Andolsheim
- Artzenheim
- Baltzenheim
- Bischwihr
- Durrenentzen
- Fortschwihr
- Grussenheim
- Holtzwihr
- Horbourg-Wihr
- Houssen
- Jebsheim
- Kunheim
- Muntzenheim
- Riedwihr
- Sundhoffen
- Urschenheim
- Wickerschwihr
- Widensolen

## Supresión del cantón
En aplicación del Decreto n.º 2014-207 de 21 de febrero de 2014, el cantón de Andolsheim fue suprimido el 1 de abril de 2015 y sus 18 comunas pasaron a formar parte; doce del nuevo cantón de Colmar-2 y seis del nuevo cantón de Ensisheim.